# Edward Raczyński (Politiker)

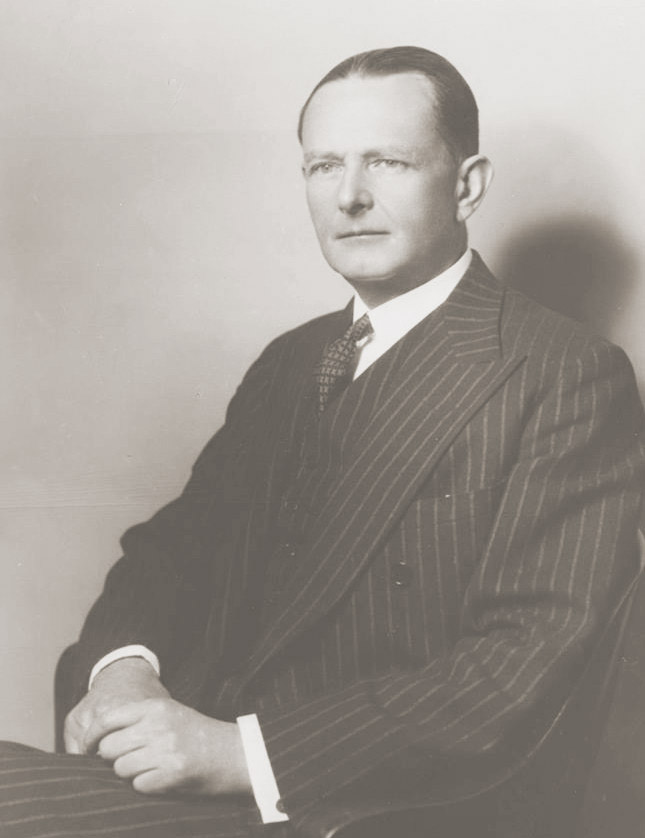
Edward Raczyński

Edward Bernard Maria Graf Raczyński (* 19. Dezember 1891 in Zakopane, Österreich-Ungarn; † 30. Juli 1993 in London) war ein polnischer Diplomat und Politiker.

## Leben

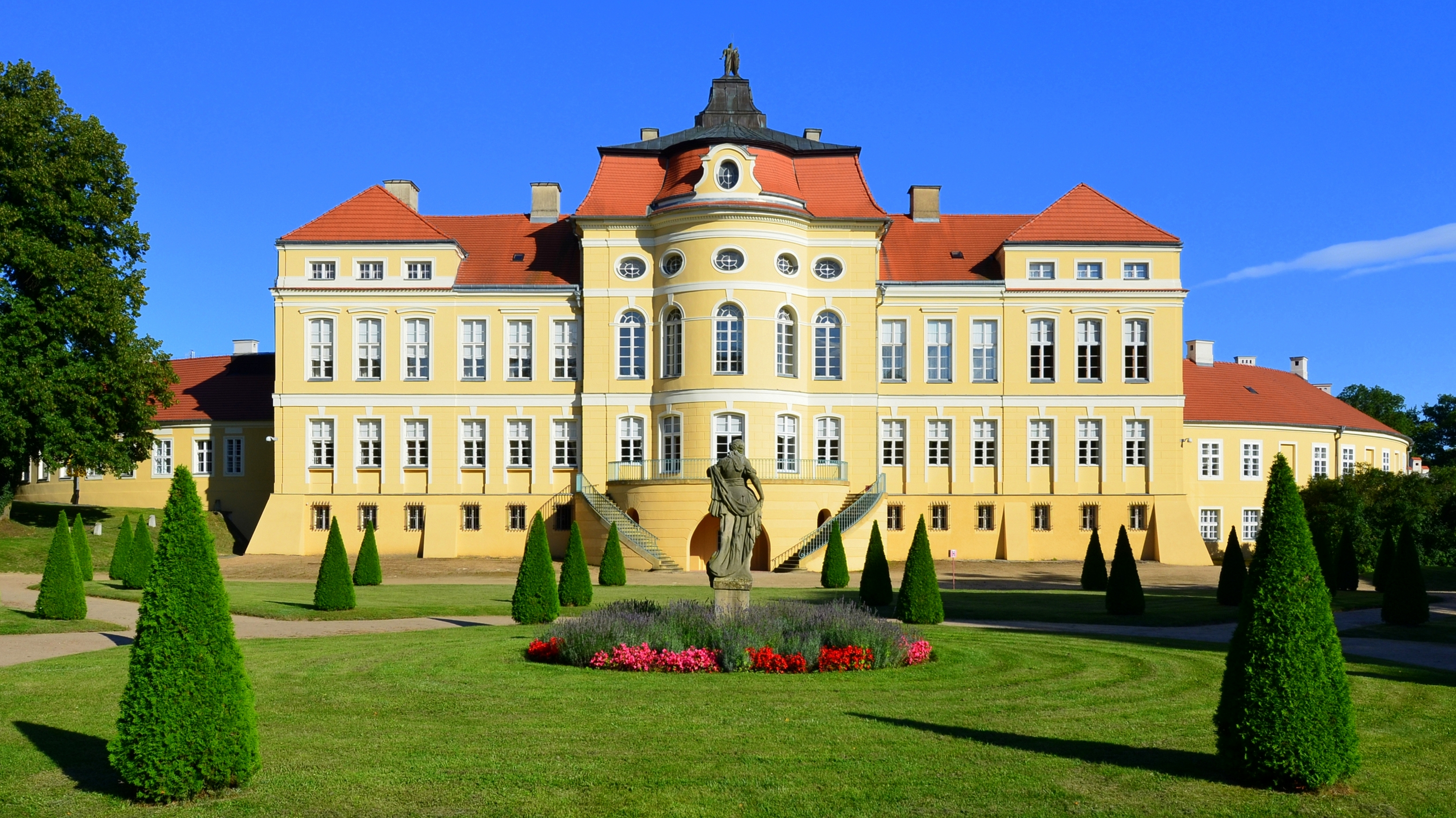
Schloss Rogalin

Edward Graf Raczyński war ein Sohn des Grafen Edward Alexander Raczyński und der Rose (Róża) Gräfin Potocka. Der Stammsitz der Raczyński, die 1824 von Friedrich Wilhelm III. in den erblichen preußischen Grafenstand erhoben worden waren, befand sich in Rogalin (Provinz Posen) und beherbergte eine bedeutende Kunstsammlung. Raczyński studierte an Universitäten in Krakau, Leipzig und London und trat 1919 in den Dienst des polnischen Außenamtes. 1932 bis 1934 war er polnischer Gesandter beim Völkerbund in Genf und später bis 1945 Botschafter in London, nach dem Rücktritt von August Zaleski war er von 1941 bis 1943 Außenminister der polnischen Exilregierung in London.
1952 sagte er in London vor der Madden-Kommission aus, dem Ausschuss des US-Kongresses zur Untersuchung des Massakers von Katyn.
Lange Jahre in den Kreisen der polnischen Emigranten in leitenden Funktionen (u. a. im Dreierrat) tätig, wurde er schließlich 1979 Staatspräsident von Polen im Exil und übte dieses Amt bis zum Jahre 1986 aus. Er war der letzte Exilpräsident, der schon während der Zweiten Republik einen hohen Posten bekleidet hatte. Seine zwei Nachfolger – Sabbat und Kaczorowski – waren 26 bzw. 20 Jahre alt, als der Zweite Weltkrieg begann.
Raczyński betätigte sich auch als Übersetzer der persischen Dichtung ins Polnische und gab 1960 seine Übertragung des Rubayat von Omar Chayyām heraus. Er war dreimal verheiratet: 1926 mit Joyous Markham, Erbin einer britischen „Stahlbaronen“-Familie, die früh starb, 1932 mit der polnischen Adligen Cecylia Jaroszyńska († um 1962), die ihm drei Töchter schenkte, und 1991, also 100 Jahre alt, mit Aniela Lilpop, die aus der bekannten Warschauer Industriellenfamilie stammte. Durch diese Heirat legalisierte er eine langjährige Verbindung.
Raczyński erhielt 1992 einen Ehrendoktor der Jagiellonen-Universität.

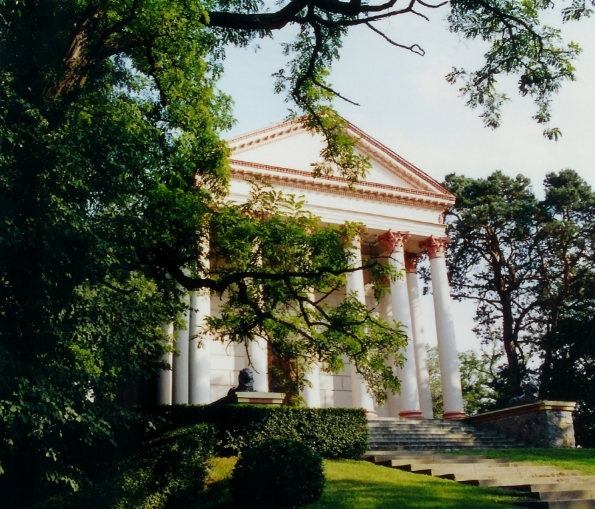
Mausoleum der Familie Raczyński bei Rogalin

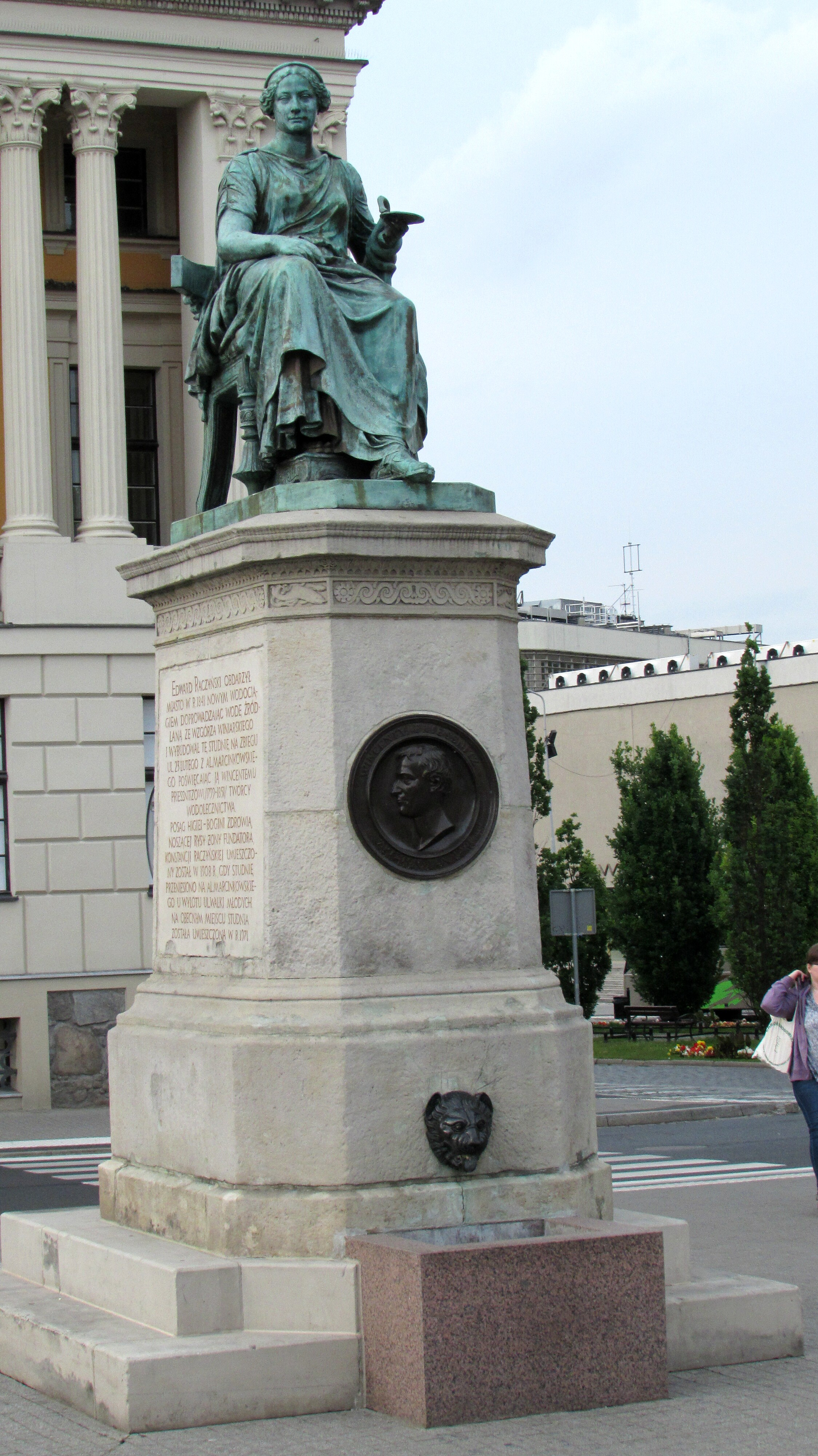
Denkmal in Posen

Als letzter Nachkomme seines Geschlechts starb Graf Edward Raczyński im Jahr 1993 im Alter von 101 Jahren in London und bekam nach der Überführung seines Leichnams nach Polen ein Staatsbegräbnis in der Gruftkirche seiner Familie in Rogalin. Rogalin hatte er testamentarisch dem polnischen Volke vermacht.

## Schriften (Auswahl)
- In allied London. Weidenfels & Nicolson, London 1962
- The British-Polish Alliance, Its Origin and Meaning. London 1948
- The cultural life of Polish exiles in Western Europe. Poets’ and Painters’ Press, London 1955
- Czas wielkich zmian. Ed. du Dialogue, Paris 1990, ISBN 2-85316-064-5
- Malerische Reise in einige Provinzen des osmanischen Reiches. Akadémiai, Budapest 1997, ISBN 963-05-6999-X
- Rogalin i iego mieszka’ncy. Rada Miejska, Poznań 1991 (Reprint der Ausgabe London 1969)
- Pani Róza. Poets’ and Painters’ Press, London 1969
- W sojuszniczym Londynie. Dziennik ambasadora Edwarda Raczyńskiego 1939–1945. London 1960
- ʿOmar Chayyām: Rubayat (Übersetzung ins Polnische), London 1960
- Edward Raczynski (as Minister for Foreign Affairs in 1942) : Note to the Governments of the United Nations "The mass extermination of Jews in German occupied Poland, Note addressed to the Governments of the United Nations on December 10, 1942" published later (30 decembre 1942) by the Polish Foreign Ministry as a brochure distributed to politicians and the medias : http://www.projectinposterum.org/docs/mass_extermination.htm